# Trichoblemma
Trichoblemma is een geslacht van vlinders van de familie spinneruilen (Erebidae), uit de onderfamilie Calpinae.

## Soorten
- T. badia Swinhoe, 1903
- T. lophophora Hampson, 1894
- T. major Roepke, 1938